# Michael Wuschick
Michael Wuschick (* 1947), auch Michael Wuschik, ist ein deutscher Schauspieler, Synchron- und Hörspielsprecher sowie Regisseur und Autor.

## Karriere
Michael Wuschick wuchs in Berlin auf, wo er seine Karriere als Kind begann. Bereits in seiner Jugend war er u. a. in verschiedenen Hörspielen zu hören, so zum Beispiel 1961 im Hörspiel zu Erich Kästners Emil und die Detektive (Regie: Getrud Loos). Zugleich begann er als Darsteller in Filmen mitzuwirken, beispielsweise in Walter Davys Fernsehfilm Die Chorjungen von St. Cäcilia (1963), es folgten Gastrollen in Fernsehserien, wie Landarzt Dr. Brock (1967–1969) und Die Kramer (1965–1969). Zu dieser Zeit begann Wuschick auch als Synchronsprecher zu arbeiten. So war er für den jungen Leon (Justin Walters) in Der Fluch von Siniestro (1961) zu hören, als Farraj (Michel Ray) in Lawrence von Arabien (1962), als Greg Beardsley (Gary Goetzman) in Deine, meine, unsere (1968) oder Barnaby Tucker (Danny Lockin) in Hello, Dolly! (1969).
In den 1970er Jahren war Wuschick außerdem als Ausstatter und Requisiteur an verschiedenen Filmproduktionen beteiligt, so 1977 an Wolfgang Petersens Die Konsequenz und 1979 an Menahem Golans Der Magier, und spielte zeitweise Theater in Berlin.
In den 1980er Jahren übersiedelte Michael Wuschick nach Regensburg. Ende der 1980er Jahre war Wuschick Inspizient des Stadttheaters und war Mitglied des dortigen Lokalverbandes der Genossenschaft Deutscher Bühnen-Angehöriger. Anfang der 1990er Jahre übernahm Wuschick als Regisseur zudem auch die Regie bei Kabarett- und Soloprogrammen, etwa von der Schauspielerin Angelika Sedlmeier in Österreich. Er arbeitete des Weiteren wieder vermehrt im Bereich der Film- und Fernsehsynchronisation in München. Dort übernahm er vor allem Sprechrollen in Zeichentrickserien, so etwa die wiederkehrende Rolle von Alfs Freund Rick Fusterman (u. a. in Alf – Erinnerungen an Melmac und Alf im Märchenland) oder die des Kearney Zzyzwicz (3. Stimme), einem der Schulrowdys in der Grundschule von Springfield in Die Simpsons (1989–). Er führte zudem vorwiegend im Bereich der Zeichentrickserien Synchronregie.
Mitte der 1990er Jahre verlagerte Michael Wuschick seine Tätigkeit zunehmend auf Kulturarbeit in der Region Regensburg und auf die Veranstaltung von Lesungen rund um seinen Wohnort Sinzing. Im Jahr 2004 gab Wuschick mit musikalischer Untermalung von Bertl Wenzl einen literarischen Buschenschank in Sinzing. Im Forum PARKDECK in Regensburg war Wuschick 2007 Teil eines Gedenkabends für Bruno, den sogenannten Problembären. Der Schauspieler las dabei aus Heinrich Heines Atta Troll von 1841. 2008 veranstaltete er eine Bayerische Weihnachtslesung mit Berliner Slang in Matting, bei dem er, neben Büchern Heinrich Bölls, ebenfalls aus Werken Heinrich Heines las.